# مرکز تحقیقات فارسی ایران و پاکستان
مرکز تحقیقات فارسی ایران و پاکستان (کتابخانه گنج‌بخش) (به انگلیسی: IRAN - PAKISTAN Institute of Persian Studies (Ganj Bakhsh Library)) از مراکز حفظ و گسترش زبان فارسی در پاکستان است.
این مرکز در اسلام‌آباد قرار دارد و برپا کردن آن طبق اعلامیه‌ای مشترک بین ایران و پاکستان، با همکاری وزارت فرهنگ و هنر وقت ایران و وزارت آموزش تحقیقات علمی پاکستان در ۱۳ آبان ۱۳۴۸ خورشیدی (نوامبر ۱۹۶۹) به امضای دو دولت رسید و به این ترتیب فعالیت خود را آغاز کرد.
کتابخانه مرکز تحقیقات فارسی معروف به داتا "گنج بخش"  در سال 1349 هـ ش  با هدف جمع آوری  نسخ خطی به زبان فارسی به طور تحقیق، حفظ و مراقبت از آنها آغاز به کار کرد. تا کنون 17340  نسخه خطی،  بیش از 8000 کتب چاپ سنگی و 49170 عنوان از کتب و مجلات نادر را در اختیار دارد که از این نظر در پاکستان رتبه اول را دارا است. 
همچنین بخش انتشارات مرکز تا کنون بیشتر از 209 عنوان کتاب را منتشر وبه زیور طبع اراسته نموده است. 
```
           مرکز تحقیقات فارسی با جمع آوری این مجموعه، مسئولیت خطیری در حفظ و مراقبت بخشی  از فرهنگ و ریشه های زبان فارسی را در این مرز و بوم به عهده دارد و آنچه اهمیت دارد حفظ و نگهداری اصولی، فهرست نویسی علمی و معرفی  و ارائه محتوایی این گنجینه  به علاقه مندان است.
```

وظایف بخش نسخ خطی:          
1-   شناسایی نسخه های خطی، چاپ سنگی و مرقعات در کشور پاکستان با رعایت اصول نسخه شناسی و                                                   اقدام  برای تهیه اصل یا نسخه ثانویه آن ها به صورت خرید، دریافت اهدایی، وقف، امانت یا از طریق تکثیر.
2-   ساماندهی و تهیه فهرست منابع خطی  و چاپ سنگی بر اساس روش های استاندارد.
3-   تصویر برداری دیجیتالی از نسخ، قالب بندی و تولید کتاب های الکترونیکی.
4-  حفاظت و نگهداری از منابع خطی و چاپ سنگی.
5-   اطلاع رسانی و ارائه خدمات مناسب به مراکز علمی و دانشگاهی داخل و خارج از کشور، محققین و سایر علاقه مندان به این بخش به صورت حضوری و غیر حضوری.
```
فهرست نویسی:
            فهرست نویسی این مجموعه توسط استاد گرانقدر آقای احمد منزوی  در 14 جلد تهیه و منتشرشده است و در سال های اخیر فهرست الفبایی توسط آقای محمد حسین تسبیحی به رشته تحریر در آمده است. در حال حاضر فهرست نویسی نسخ خطی از نسخه یک  تا  14095 انجام شده است. نسخه های اسکن شده به صورتPDF در کتابخانه موجود می باشد.
```

## کتابخانه گنج‌بخش
طبق ماده ۱۲ اساسنامه این مرکز، کتابخانه آن نیز یک‌سال بعد از قرارداد میان دو کشور ایران و پاکستان، یعنی در شهریور سال ۱۳۴۹ خورشیدی بنیاد شد. کتابخانه به مناسبت بزرگداشت ابوالحسن جلابی هجویری معروف به داتاگنج‌بخش، عارف نامی، کتابخانه گنج‌بخش نام‌گذاری شد.
کتابخانه گنج‌بخش امروزه توسط اداره فرهنگ و ارتباطات اسلامی اداره می‌شود. گنجینه این کتابخانه حدود شصت هزار عنوان، را دربر می‌گیرد. شمار دست‌نوشته‌های این کتابخانه تا سال ۱۳۸۲ خورشیدی ۱۵۲۳۸ نسخه و با احتساب مجموعه‌ها ۲۲۵۱۳ نسخه است. مجموعهٔ نسخه‌های خطی آن پس از این تاریخ بالغ بر ۱۷۳۳۰ جلد شد. بسیاری از این دست‌نوشته‌ها به فارسی هستند.
گنجینهٔ کتاب‌های چاپی قدیمی و نسخه‌های کمیاب آن بیش از ۱۱۰۰۰ عنوان را در بر گرفته است. کتابخانهٔ تخصصی مرکز در حوزهٔ زبان و ادبیات فارسی و منابع مرجع شامل ۳۵۰۰۰ جلد کتاب است.